# مايك أرناوتيس
مايك أرناوتيس (باليونانية: Μιχάλης Αρναούτης)‏ مواليد 6 سبتمبر 1979 في زيفيري، أثينا، اليونان، هو ملاكم محترف يوناني يصنف ضمن فئة وزن الوسط.

## إحصائيات
خاض خلال مسيرته 38 نزالا، فاز في 26 وتعادل في 2 وخسر في 10. فاز بالضربة القاضية في 11 نزالا.

## وصلات خارجية
- مايك أرناوتيس على موقع بوكس ريك (الإنجليزية) (registration required)

- الموقع الرسمي